# 민광준
민광준(閔光準, 1957년 8월 3일 ~ )은 대한민국의 언어학자이다.
1984년 서경대학교 일어일문학과를 졸업하고, 1988년 일본 쓰쿠바 대학교 대학원에서 석사학위를 취득하였으며 1996년, ‘일본어와 한국어의 운율적 특징에 관한 음향음성학적 대조 연구 ; 한국인학습자를 대상으로 한 일본어 교육에의 응용을 목표로(日本語と韓國語の韻律的特徵に關する音響音聲學的對照硏究 : 韓國人に對する日本語敎育への應用をめざして)’라는 논문으로 일본 도호쿠 대학교 대학원에서 박사학위를 취득하였다.
전북대학교 교수를 거쳐, 현재 건국대학교 일어교육과 교수로 재직중이다.

## 저서
- 일본어학 중요 용어 743
- 한일 양언어 운율의 음향음성학적 대조 연구
- 일본어 교수법 입문
- 일본어 음성학 입문
- 일본어학의 세계
- 일어학 연구의 전개